# ملوان زبل (فیلم ۱۹۸۰)
ملوان زبل یا پاپای (Popeye) یک فیلم کمدی موزیکال آمریکایی به کارگردانی رابرت آلتمن محصول سال ۱۹۸۰ میلادی است که در آن رابین ویلیامز در نقش ملوان زبل بازی می‌کند.

## موضوع
ملوانی به نام «پاپای» به شهر ساحلی عجیبی وارد می‌شود. او عاشق شده و برای خود دشمنی خطرناک به وجود می‌آورد...

## بازیگران و شخصیت ها
| بازیگر          | نقش               | توضیح                  |
| --------------- | ----------------- | ---------------------- |
| رابین ویلیامز   | پاپای (ملوان زبل) | شخصیت اصلی             |
| شلی دووال       | اولیو اویل        | همسر پاپای             |
| پال ال اسمیت    | بلوتو             | رقیب عشقی و دشمن پاپای |
| پال دولی        | جی.ولینگتون ویمپی | دوست صمیمی پاپای       |
| وسلی ایوان هارت | سویی              | پسر پاپای و اولیو      |

## بازخوردها
این فیلم در زمان خود، نقد های منفی گرفت و منتقدان از این فیلم انتقادات فراوانی کردند. همچنین در همان سال برنده چند  جایزه تمشک طلایی از جمله بدترین کارگردانی و بدترین بازیگری شد. اما با گذشت زمان، نظرات تغییر کرد و به سمت مثبت رفت. این فیلم هم اکنون در سایت متاکریتیک، نمره ۶۴ از ۱۰۰ را به دست آورده است.